# تشارلي كلارك
تشارلي كلارك (بالإنجليزية: Charlie Clark)‏ (1881 في المملكة المتحدة - 1930) هو لاعب كرة قدم بريطاني (وحمل سابقاً جنسية المملكة المتحدة لبريطانيا العظمى وأيرلندا) في مركز الوسط. لعب مع كريستال بالاس ونادي إيفرتون ونادي بليموث أرجايل وهاميلتون أكاديميكال.